# Roland Collombin
Roland Collombin, né le 17 février 1951 à Versegères, aujourd'hui village de la commune de Val de Bagnes (Valais), est un skieur alpin suisse.

## Biographie
Roland Collombin débute le ski dès l'âge de cinq ans mais il est également passionné de cyclisme. Vainqueur régional du test kilométrique, il termine en septième position à la finale nationale. Le patron du cyclisme suisse, Oscar Plattner, fonde de grands espoirs en lui. Cependant, Roland Collombin préfère s'investir dans le ski. En 1969, il est champion du monde junior de descente.
Ses débuts en Coupe du monde se font en décembre 1970 à Val d'Isère et la saison 1970-1971 marque le début de sa notoriété. Après une 7e place à Val-d'Isère, puis une 13e et 7e place sur la piste de Kitzbühel, Collombin est sélectionné in extremis pour les Jeux olympiques de 1972 à Sapporo, où il gagne la médaille d'argent derrière l'autre grand champion suisse, Bernhard Russi. Après une soirée arrosée en compagnie de son compatriote hockeyeur Jacques Pousaz, il est arrêté par la police japonaise et relâché le lendemain grâce à l'intervention d'Adolf Ogi, chef de la délégation suisse. En 1973 et 1974, il domine les épreuves de descente et remporte deux globes de cristal et huit victoires en coupe du monde.
En 1974, il est victime d'une chute lors de l'entraînement sur la piste Oreiller-Killy de Val d'Isère. Victime d'une fissure de vertèbre, sa saison de ski est terminée. Il revient l'année suivante et le 7 décembre 1975 à Val-d'Isère, il chute à nouveau terriblement, au même endroit désormais surnommé « la bosse à Collombin ». Il souffre d'une fracture des vertèbres et se retrouve au centre pour paraplégiques de Bâle. Sa carrière sportive s'arrête là.

## Palmarès

### Jeux olympiques d'hiver
| Épreuve / Édition | Descente | Slalom géant | Slalom |
| JO 1972 Sapporo   | Argent   | —            | —      |

### Championnats du monde
| Épreuve / Édition          | Descente | Slalom géant | Slalom | Combiné |
| JO 1972 Sapporo            | Argent   | —            | —      | —       |
| Mondiaux 1974 Saint-Moritz | Abandon  | —            | —      | —       |

### Coupe du monde
- Meilleur résultat au classement général : 3e en 1973
  - Vainqueur de la coupe du monde de descente en 1973 et 1974
  - 8 victoires : 8 descentes
  - 11 podiums

#### Saison par saison
- Coupe du monde 1972 :
  - Classement général : 39e
- Coupe du monde 1973 :
  - Classement général : 3e
    - Vainqueur de la coupe du monde de descente
    - 4 victoires en descente : Val Gardena, Garmisch I, Garmisch II et Kitzbühel
- Coupe du monde 1974 :
  - Classement général : 4e
    - Vainqueur de la coupe du monde de descente
    - 4 victoires en descente : Garmisch-Partenkirchen (Arlberg-Kandahar), Avoriaz, Wengen et Kitzbühel